# Isa Llagostera
Isa Llagostera (* 17. November 1946 in Hanau; † 10. März 2009 ebenda) war eine deutsche bildende Künstlerin. Bekannt wurde sie vor allem durch ihre Bilder in der Technik Hinterglasmalerei. Sie bearbeitete auch Objekte wie Maske und Stele.

## Leben
Isa Llagostera wurde als Isa Krank in Hanau geboren. 
Von 1963 bis 1965 studierte sie an der Staatlichen Zeichenakademie in Hanau Malerei und Aktzeichnen bei Reinhold Ewald, ab 1972 Bühnenbild und Raumgestaltung bei Professor Wilfried Minks in Hamburg. 
Ab 1968 lebte Llagostera längere Zeit in Spanien, Frankreich und Griechenland, bis sie 1976 endgültig nach Hanau zurückkehrte. 
Von 1980 bis 1987 lehrte Llagostera als Dozentin der Volkshochschule Hanau für Glasmalerei und Naive Kunst.
1984 wurde Llagostera mit dem Kulturpreis des Main-Kinzig-Kreises ausgezeichnet.
Zwischen 1975 und 1996 realisierte Llagostera 18 Einzelausstellungen u. a. in Madrid, Málaga, im Rhein-Main-Gebiet und im Main-Kinzig-Kreis.
In dem Dokumentarfilm HANAU A GO-GO wird Llagostera als Zeitzeugin und Kennerin der Jazz- & Beatnik-Szene der Nachkriegsjahre und zum Einfluss der amerikanischen Besatzung auf die deutsche Kultur interviewt.